# Іжевський радіозавод
Іже́вський радіозаво́д — ВАТ, приладобудівне підприємство в місті Іжевськ, Росія.
Завод був створений в 1958 році на базі деревообробного підприємства з виготовлення радіоприймачів. Вперше на заводі були випущені радіоприймачі «Волна», пізніше почали випускати радіоли Сиріус-311, з 1981 року Сиріус-311-пано. В 1982 році на заводі почався випуск нових касетних магнітофонів, в 1989 році комбінованих стереофонічних магнітоелектрофонів Сиріус-325. Окрім цього завод займався випуском радіотелеметричних систем для космічних об'єктів, приладів для оснащення космічної техніки.